# Columbus Crew
Columbus Crew je američki nogometni klub iz Columbusa, koji se natječe u MLS ligi. 
KLub je osnovan 1994. a domaće utakmice igraju na stadionu Columbus Crew. Boje kluba su crna i zlatna. Tri najveće navijačke skupine su La Turbina, Hudson Street Hooligans i Crew Union.  Svoj prvi naslov prvaka MLS lige osvojili su 2008., poraživši u finalu Red Bull New York. 

## Treneri
| Drž. | Trener          | Period        |
| ---- | --------------- | ------------- |
|      | Timo Liekoski   | 1996.         |
|      | Tom Fitzgerald  | 1996. – 2001. |
|      | Greg Andrulis   | 2001. – 2005. |
|      | Robert Warzycha | 2005.         |
|      | Sigi Schmid     | 2006.-        |

## Vanjske poveznice
- Službena stranica